# Hyalonema alcocki
Hyalonema alcocki är en svampdjursart som beskrevs av Schulze 1895. Hyalonema alcocki ingår i släktet Hyalonema och familjen Hyalonematidae. Inga underarter finns listade i Catalogue of Life.